# Spider-Woman (animatieserie)
Spider-Woman is een Amerikaanse animatieserie, gebaseerd op het Marvel Comics-personage Spider-Woman. De serie werd geproduceerd door DePatie-Freleng Enterprises en Marvel Comics Animation en werd uitgezonden van 22 september 1979 tot 5 januari 1980 op ABC. Het was de laatste serie van DePatie-Freleng voordat deze opnieuw werd opgenomen als Marvel Productions.
Jessica Drew is Marvel's eerste superheldin die de hoofdrol speelt in haar eigen animatieserie.

## Inhoud
Jessica Drew werd als kind gebeten door een giftige spin. Haar vader, Dr. Alexander Drew, redde haar leven door een niet-getest spinserum te gebruiken dat haar onbedoeld spinnenkrachten gaf. En nu, met Jessica als redactrice van Justice Magazine, vecht ze tegen het kwaad als Spider-Woman, met de hulp van fotograaf Jeff Hunt en haar neefje Billy.

## Stemmencast
- Joan Van Ark - Spider-Woman/Jessica Drew
- Bruce Millar - Jeff Hunt (als Bruce Miller)
- Bryan Scott - Billy (Jessica's neefje)
- Larry Carroll - Rechercheur Miller
- Lou Krugman - Politiechef Cooper / Dormammu / Dracula / Dr. Hagel/The Fly / Spider-King
- Paul Soles / John H. Mayer - Spider-Man (gastoptredens)
- Vic Perrin - Khufu (gastoptreden)
- Tony Young - Torc (gastoptreden)
- John Milford - Kingpin (gastoptreden)

## Afleveringen
1. Pyramids of Terror
2. Realm of Darkness
3. The Amazon Adventure
4. The Ghost Vikings
5. The Kingpin Strikes Again
6. The Lost Continent
7. The Kongo Spider
8. Games of Doom
9. Shuttle to Disaster
10. Dracula's Revenge
11. The Spider-Woman and the Fly
12. Invasion of the Black Hole
13. The Great Magini
14. A Crime in Time
15. Return of the Spider-Queen
16. The Deadly Dream